# Bréviaire de Jeanne d'Évreux
Le Bréviaire de Jeanne d'Évreux est un manuscrit enluminé datant du XIVe siècle contenant le texte d'un bréviaire de type franciscain. Seul le second tome est toujours conservé à la bibliothèque du musée Condé à Chantilly. Ce volume contient 114 miniatures en grisaille.

## Historique
Le manuscrit est décrit dans l'inventaire du mobilier royal de 1380, découvert dans une malle de la grande chambre du château de Vincennes, au milieu d'autres manuscrits précieux : « Item un autre plus petit Bréviaire, en deux volumes et deux estuiz brodez, enluminez d'or et ystoriez de blanc et de noir, très bien escrips. Et se commence le second fueillet du premier volume qui habitat, et du second sum rex. Et sont les fueillez ystoriez. Et sont couvers de perles lozangées, de perles blanches et yndes. Et sont les fermouers du premier volume d'or à deux ymages, et du second d'or armoyez de France, l'un et l'autre d'Evreux. Et a ou premier volume une pippe d'or, où a ung saphir et ung ballay aux deux boutz, et une perle ou mylieu. Et sont en deux estuyz de broderie. ».
Le manuscrit de Chantilly correspond au second volume de ce bréviaire. 1330 lettrines contiennent en effet, en alternance, les armes de France à fleurs de lys, les armes de Navarre et les armes d'Évreux, qui permettent d'identifier la commanditaire, Jeanne d'Évreux. La reine est connue pour sa proximité avec l'ordre franciscain : elle a fait construire le réfectoire du couvent des Cordeliers de Paris et son cœur a été déposé dans leur église. Cela explique sa commande d'un bréviaire conforme à l'usage de cet ordre.
Par la suite, on retrouve la trace du manuscrit au XIXe siècle : il appartient à l'érudit Louis Blancard (1831-1902). Il est acquis par le duc d'Aumale en février 1894. Il fait refaire son écrin par Émile Froment-Meurice.

## Description

### Codicologie
Le manuscrit contient 462 feuillets de petit format. Il contient un calendrier (f.1-6), un psautier (f.7-99), la liturgie de Pâques (f.100-214), la liturgie des saints à partir de l'Annonciation (f.215-428) et la liturgie ordinaire (f.429-462). L'écriture, régulière, est de deux formats : grande pour les psaumes, hymnes, oraisons, capitules et leçons, plus petite pour les versets, répons, antiennes et autres indications liturgiques. 

### Enluminure

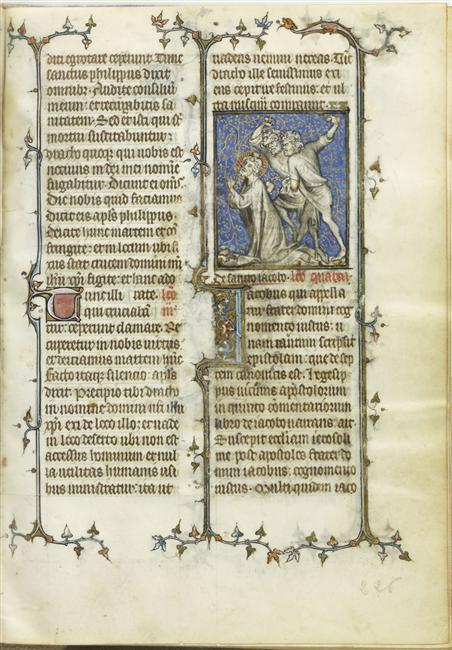
Folio 226 du manuscrit, martyre de saint Étienne.

Plusieurs types de décorations sont présentes dans le volume :
- 1330 lettrines armoriées, avec les armes de France, Navarre et d'Évreux
- 50 grandes lettrines présentant en général des figures, parfois des grotesques.
- 114 miniatures de 3,4 sur 2,3 cm en grisaille sur fond d'or et de couleur[1]. Elles sont directement inspirées de l'art de Jean Pucelle[4].

### Écrin
L'écrin de 1894 présente sur la couverture une plaque de vermeil ciselée présentant deux anges tenant deux écus : les armes de France et celles d'Évreux. Le dessin est de Luc-Olivier Merson. Le fermoir est orné de l'écu de Navarre. Le revers et le plat inférieur sont en peau de truie et de l'autre côté, les fausses tranches sont en papier argenté.